# Айова-Сіті
Айова-Сіті (англ. Iowa City) — місто (англ. city) в США, в окрузі Джонсон штату Айова, адміністративний центр округу. Населення — 74 828 осіб (2020).

## Географія
Айова-Сіті розташована за координатами 41°39′22″ пн. ш. 91°31′53″ зх. д. / 41.65611° пн. ш. 91.53139° зх. д. (41.656041, -91.531272). За даними Бюро перепису населення США в 2010 році місто мало площу 65,48 км², з яких 64,78 км² — суходіл та 0,70 км² — водойми.

### Клімат
| Клімат : Айова-Сіті   | Клімат : Айова-Сіті | Клімат : Айова-Сіті | Клімат : Айова-Сіті | Клімат : Айова-Сіті | Клімат : Айова-Сіті | Клімат : Айова-Сіті | Клімат : Айова-Сіті | Клімат : Айова-Сіті | Клімат : Айова-Сіті | Клімат : Айова-Сіті | Клімат : Айова-Сіті | Клімат : Айова-Сіті | Клімат : Айова-Сіті |
| Показник              | Січ.                | Лют.                | Бер.                | Квіт.               | Трав.               | Черв.               | Лип.                | Серп.               | Вер.                | Жовт.               | Лист.               | Груд.               | Рік                 |
| Середній максимум, °C | 0,0                 | 1,7                 | 7,8                 | 16,1                | 22,8                | 27,8                | 30,6                | 29,4                | 25,6                | 19,4                | 9,4                 | 2,2                 | 16,1                |
| Середній мінімум, °C  | −9,4                | −7,8                | −2,8                | 3,9                 | 10,0                | 15,6                | 17,8                | 16,7                | 11,7                | 5,6                 | −1,7                | −7,2                | 4,4                 |
| Норма опадів, мм      | 38                  | 36                  | 58                  | 76                  | 107                 | 119                 | 104                 | 99                  | 97                  | 69                  | 53                  | 41                  | 894                 |
| --------------------- | ------------------- | ------------------- | ------------------- | ------------------- | ------------------- | ------------------- | ------------------- | ------------------- | ------------------- | ------------------- | ------------------- | ------------------- | ------------------- |
| Джерело: Weatherbase  |                     |                     |                     |                     |                     |                     |                     |                     |                     |                     |                     |                     |                     |

## Демографія
Згідно з переписом 2010 року, у місті мешкали 67 862 особи в 27 657 домогосподарствах у складі 11 743 родин. Густота населення становила 1036 осіб/км². Було 29270 помешкань (447/км²).
Расовий склад населення:
| - 82,5 % — білих - 6,9 % — азіатів - 5,8 % — чорних або афроамериканців - 0,2 % — корінних американців - 2,1 % — осіб інших рас |

До двох чи більше рас належало 2,5 %. Частка іспаномовних становила 5,3 % від усіх жителів.
За віковим діапазоном населення розподілялося таким чином: 14,9 % — особи молодші 18 років, 76,9 % — особи у віці 18—64 років, 8,2 % — особи у віці 65 років та старші. Медіана віку мешканця становила 25,6 року. На 100 осіб жіночої статі у місті припадало 99,0 чоловіків; на 100 жінок у віці від 18 років та старших — 98,3 чоловіків також старших 18 років.
Середній дохід на одне домашнє господарство становив 64 656 доларів США (медіана — 42 375), а середній дохід на одну сім'ю — 96 245 доларів (медіана — 75 104). Медіана доходів становила 46 179 доларів для чоловіків та 40 845 доларів для жінок. За межею бідності перебувало 28,2 % осіб, у тому числі 20,3 % дітей у віці до 18 років та 4,8 % осіб у віці 65 років та старших.
Цивільне працевлаштоване населення становило 40 247 осіб. Основні галузі зайнятості: освіта, охорона здоров'я та соціальна допомога — 45,0 %, мистецтво, розваги та відпочинок — 13,4 %, роздрібна торгівля — 8,9 %, науковці, спеціалісти, менеджери — 8,0 %.

## Освіта і наука
У місті розташований найстаріший університет штату, заснований 1847 року Університет Айови.

## Уродженці
- Ненсі Гоґсгед-Макар (* 1962) — американська плавчиня, триразова олімпійська чемпіонка.